# Edward Nangle

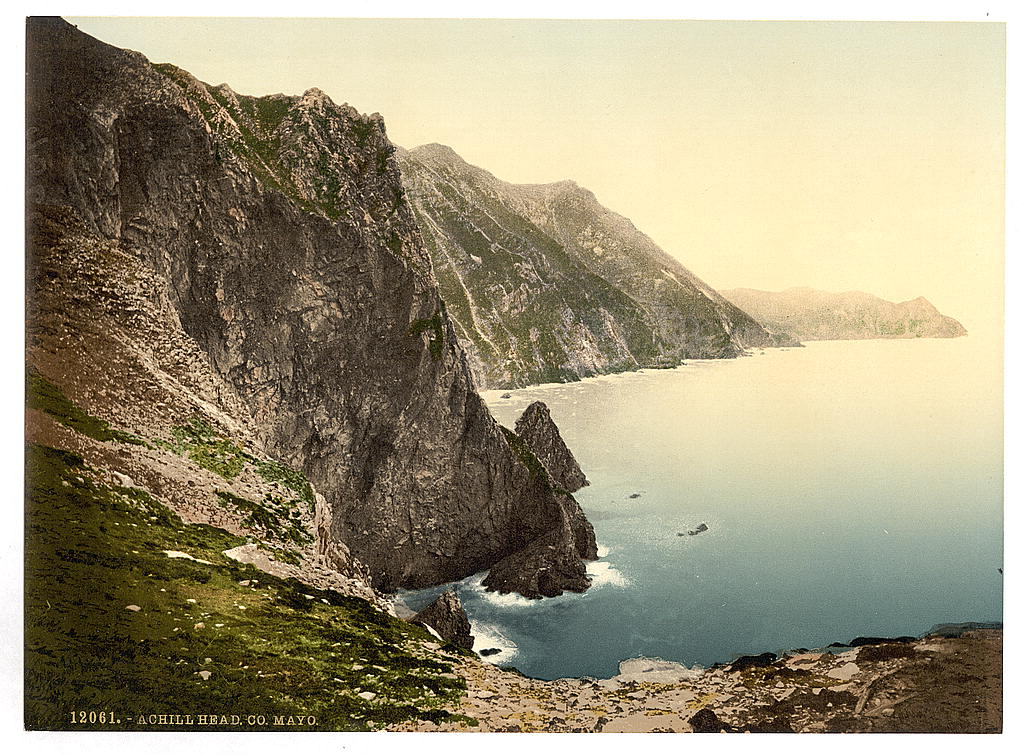
Un escalofrio

Edward Nangle (Athboy, 1799 - 9 de septiembre de 1883) fue un ministro de la Iglesia de Irlanda y fundador de Achill Mission Colony. Estableció una misión protestante en la isla Achill, condado de Mayo, en 1834 y trabajó allí durante dieciocho años con el objetivo de llevar el protestantismo a los cristianos irlandeses nativos que estaban empobrecidos en gran parte debido a las políticas coloniales de la ascendencia protestante. Edward Nangle estuvo involucrado en los intentos evangélicos de convertir a los católicos al protestantismo. Abrió una escuela cristiana en la isla donde a los niños se les enseñó a leer, escribir, habilidades agrícolas y cristianismo como parte de una Colonia Misionera.
Su presencia en la isla provocó cierta cobertura de prensa y debates parlamentarios. La isla en sí se desarrolló con un muelle construido en Dugort, un palacio de justicia en Achill Sound y una red de carreteras entre numerosos lugares clave de la isla.
Una placa que cuelga en la iglesia de St. Thomas, Dugort, dedicada a Edward Nangle y erigida por amigos después de su muerte, dice:

He devoted his life from the year 1834 to the welfare of the people of Achill among whom he lived for many years.
Dedicó su vida desde el año 1834 al bienestar de la gente de Achill entre quienes vivió durante muchos años.

## Primeros años
Edward Nangle nació en una familia de Athboy, condado de Meath. Descendía de la familia Nangle que había ostentado el título de Barones de Navan durante más de seiscientos años. Aunque por tradición, la familia era católica, Nangle se crio en la fe protestante ya que su madre, Catherine Nangle (de soltera Anne Sall) era una protestante practicante. La madre de Nangle murió cuando él tenía solo nueve años y poco después su padre lo envió a Cavan Royal School. Se supone que estudió junto a Robert Daly, el obispo de Cashel.

## Ordenación

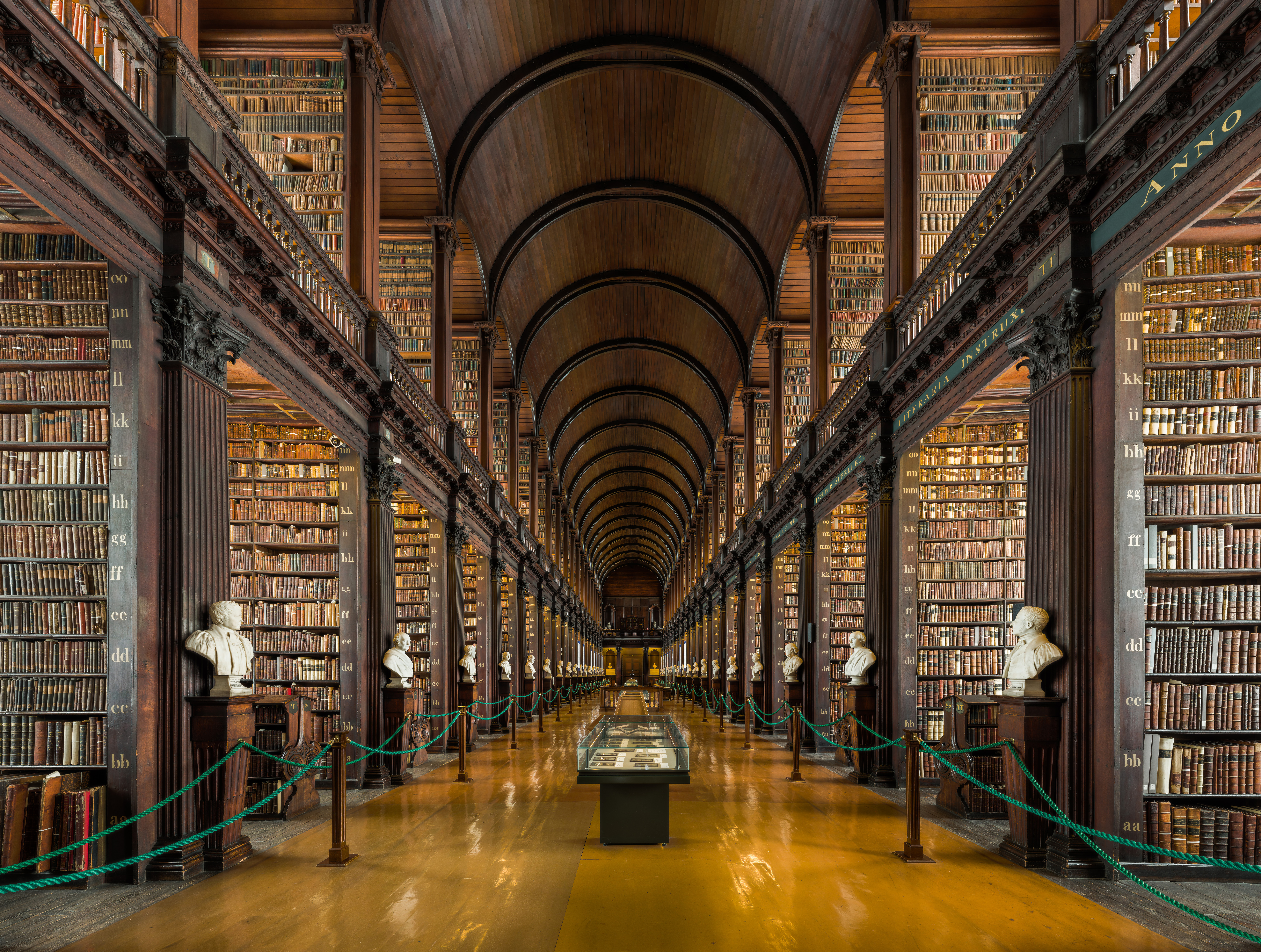
Trinity College de Dublín

Después de la educación secundaria, Nangle completó una Licenciatura en Artes en Trinity College, graduándose en 1823. Aunque contemplaba una carrera en medicina, Nangle decidió ingresar al ministerio. En palabras de su biógrafo, esperaba "la ordenación como un medio para asegurar una posición social elegible". Se cree que la decisión de Nangle de ingresar al ministerio fue el primer paso en lo que se convirtió en su "experiencia de conversión". Como se requería para su educación teológica, leyó la Biblia y, a través de ella, "el Espíritu Santo iluminó al joven estudiante y experimentó la verdadera conversión".
Después de sus estudios teológicos en el Trinity College, en el verano de 1824, fue ordenado diácono por Thomas O'Beirne, obispo de Meath, para la curaduría de Athboy en el condado de Meath. Fracasó como coadjutor al principio en Athboy y luego en Monkstown, donde permaneció menos de tres semanas. Finalmente se instaló en Arva, una pequeña ciudad cerca de Cavan Town, durante los siguientes dos años.
Edward Nangle es descrito como un "hombre alto, delgado y pálido que hablaba en tonos suaves que parecían serios e intensos". El biógrafo de Nangle, Henry Seddal, describió su personalidad: 'Sr. Sin duda, Nangle fue a veces testarudo al formarse sus opiniones, testarudo al sostenerlas y duro al expresarlas. En palabras de un contemporáneo cercano: "cuando se anima, el fuego más extraordinario ilumina sus ojos".
Después de comenzar su ministerio en Arva, Edward se vio afectado por el avivamiento religioso de la Segunda Reforma en Cavan entre los inquilinos de Lord Farnham, el propietario de una finca de treinta mil acres. Cientos de inquilinos llegaban a la casa de Farnham convirtiéndose del catolicismo. Sufrió un ataque de nervios y durante su convalecencia sufrió una experiencia de conversión y decidió dedicarse al evangelismo protestante.

## Fundación de la colonia de la misión Achill

### Comienzo
En julio de 1831, Edward Nangle realizó su primera visita a la isla Achill. Navegó allí en el barco de socorro Nottingham después de que la hambruna y el cólera azotaran Mayo y Sligo. Después de pasar una noche en Achill Sound, viajó por la isla a caballo. Al describir su encuentro inicial con la isla, Nangle escribió: 'El profundo silencio de la desolación no se rompió, excepto por el ondear monótono de la marea mientras bajaba o fluía, o el grito salvaje del zarapito perturbado por algún intruso casual en su privacidad'. Aparentemente conmovido por lo que percibió como la miseria espiritual y temporal que presenció entre las personas que vivían en la isla, Nangle decidió establecer la Colonia de la Misión Achill.
En los siguientes tres años, Nangle compró tierras en la isla y negoció un contrato de arrendamiento de treinta y un años con Sir Richard O'Donnell, el propietario de la finca Burrishoole, que comprendía la mayor parte de Achill. La familia Nangle se instaló en Dugort el 30 de julio de 1834. Pronto se les unieron el asistente de Nangle, Joseph Duncan, dos lectores de las Escrituras y el Dr. Neason Adams y su esposa, Isabella.

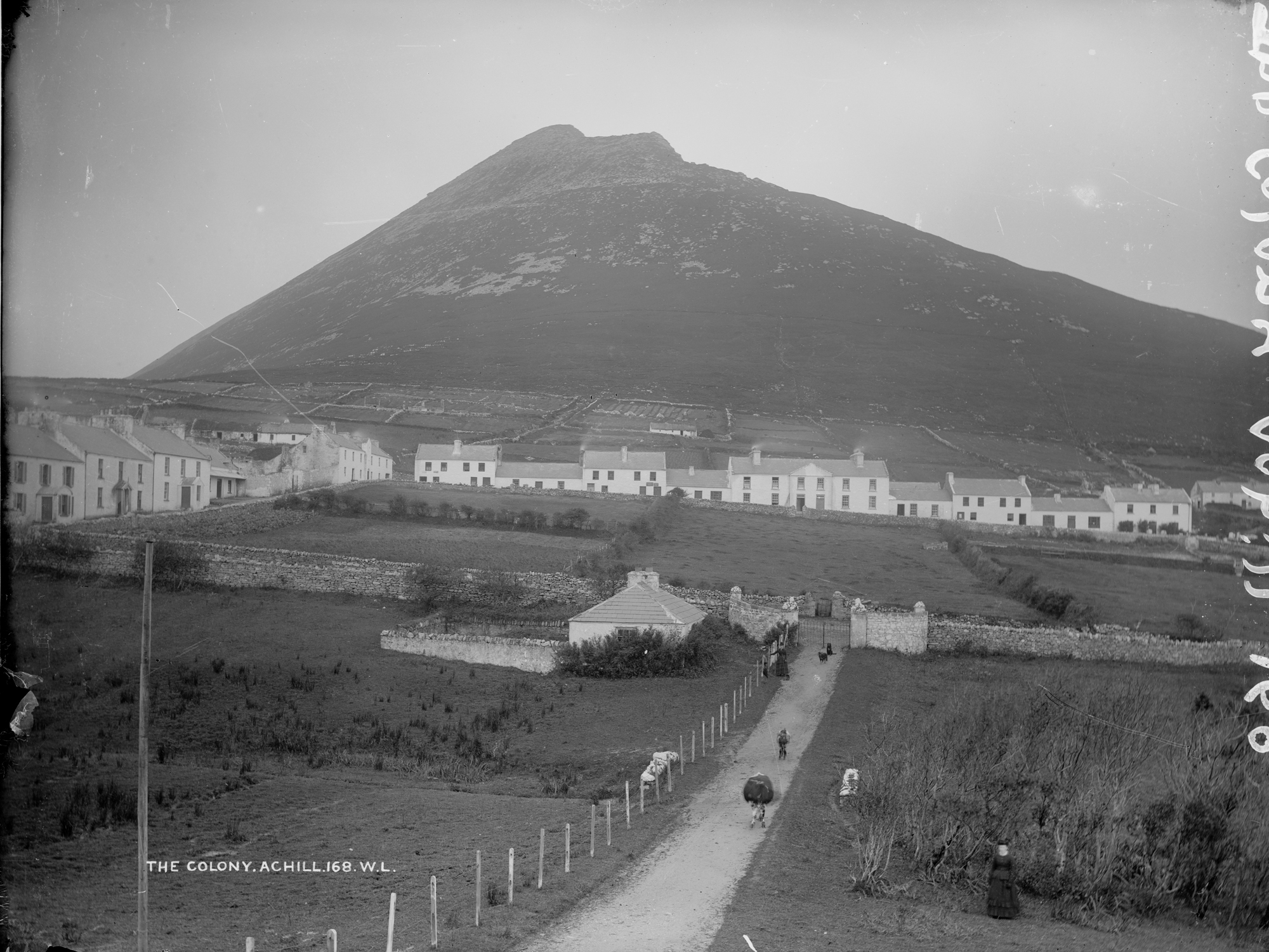
La colonia de la misión Achill

### Colegio
El 23 de diciembre de 1834, Nangle abrió la primera escuela de la Misión Achill. Cuarenta y tres niños asistieron el primer día y fue la primera escuela gratuita que se abrió en la isla. En un par de meses había escuelas en Dugort, Slievemore, Cashel y Keel, con capacidad para 410 niños.
En diciembre de 1835, se estableció una imprenta en la sede de Mission Colony en Dugort . Se lo habían regalado al grupo amigos de Londres y York. El 31 de julio de 1837, Nangle imprimió la primera edición del Achill Herald. Este era un periódico protestante mensual y en dos años, su circulación superó los tres mil, lo que equivale aproximadamente a un tercio de la circulación de The Times en ese momento. El Achill Herald se publicó continuamente cada mes desde 1837 hasta 1868 cuando se fusionó con otras publicaciones protestantes.
Cuatro años después de establecerse en Achill, Edward Nangle escribió: 'El asentamiento misionero se ha convertido desde entonces en una aldea: las laderas de una montaña que alguna vez fue estéril ahora están adornadas con campos cultivados y jardines ... y la quietud de la desolación que una vez reinó es ahora roto por el zumbido de la escuela y el sonido de la campana que va a la iglesia. Se estableció un orfanato en 1838, y en el verano de ese año, el arzobispo Trench visitó la isla por primera vez.
En 1839, se construyó el Hotel Slievemore y un año después se construyeron hoteles en Achill Sound y en Newport. Para 1840, un viajero podía dejar Dublín por correo un jueves por la noche, dormir en Newport el viernes, llegar a Achill Sound el sábado y adorar en la iglesia de Saint Thomas, Dugort, el domingo por la mañana.
A principios de la década de 1840, Achill Mission Colony incluía casas de pizarra de dos pisos, una imprenta, un orfanato, un hospital, una oficina de correos, un dispensario, un molino de maíz y edificios agrícolas, rodeados de campos recuperados de las húmedas laderas de las montañas. En 1842, la colonia albergaba a 56 familias que comprendían 365 personas. Solo once de estas familias (una quinta parte del total) eran originalmente protestantes; las cuarenta y cinco familias restantes eran originalmente católicas.

### Años de hambruna
Durante la hambruna, en la primavera de 1847, Nangle y la colonia emplearon a 2.192 trabajadores y alimentaron a 600 niños al día. En julio de 1847, se sugirió que 5,000 de la población total de Achill de 7,000, estaban recibiendo apoyo práctico de la misión, que había plantado veintiuna toneladas de papas extranjeras libres de tizón. En las ediciones Achill Missionary Herald de enero y febrero de 1847, Edward Nangle parecía admitir que las cifras de empleo en la Colonia que había dado (4.458 en diciembre de 1846) eran exageradas cuando comentó que se trataba de números "agregados". Se hicieron acusaciones de "souperismo", que ofrecían beneficios materiales a cambio de la conversión religiosa, contra Edward Nangle en los años de hambruna cuando se proporcionaba comida a los niños en las escuelas de la Colonia y aumentaban las conversiones.
Thomas Plunkett, el arzobispo protestante de Tuam, llegó a la isla en el otoño de 1848 y descubrió que había más de 2.000 niños que asistían a las escuelas de la misión. El mismo año, más de 3.000 estaban trabajando para la misión, limpiando terrenos y construyendo carreteras y muros. En noviembre de 1848, la barca William Kennedy, cargada con 220 toneladas de comida india, llegó a Achill procedente de Filadelfia. Tenía suministros suficientes para alimentar a 2.000 personas y costaba 2.200 libras esterlinas pagadas con los fondos de la misión.
En marzo de 1848, cientos de personas de Dooniver, Bullsmouth y Ballycroy aprobaron una declaración de agradecimiento a Nangle por suministrarles patatas y nabos durante la hambruna, sin los cuales habrían muerto de hambre.
En septiembre de 1849, 400 niños fueron confirmados en la Misión Achill. Solo veintiocho de ellos eran hijos de protestantes; los 372 restantes eran conversos, la mayoría de los niños de las escuelas de Achill Mission.

### Iglesia de Santo Tomás
En 1848, se obtuvo un sitio para una nueva iglesia en Dugort . La iglesia finalmente se erigió con la ayuda de fondos de una viuda en Cheltenham, Inglaterra, que había donado una suma de £ 2,400. El 18 de marzo de 1855, el obispo Plunkett abrió la iglesia de St. Thomas para el servicio divino. Al servicio asistieron 500 personas, incluido un converso de 107 años de edad que caminó cinco millas para asistir.

## Oposición de la Iglesia católica

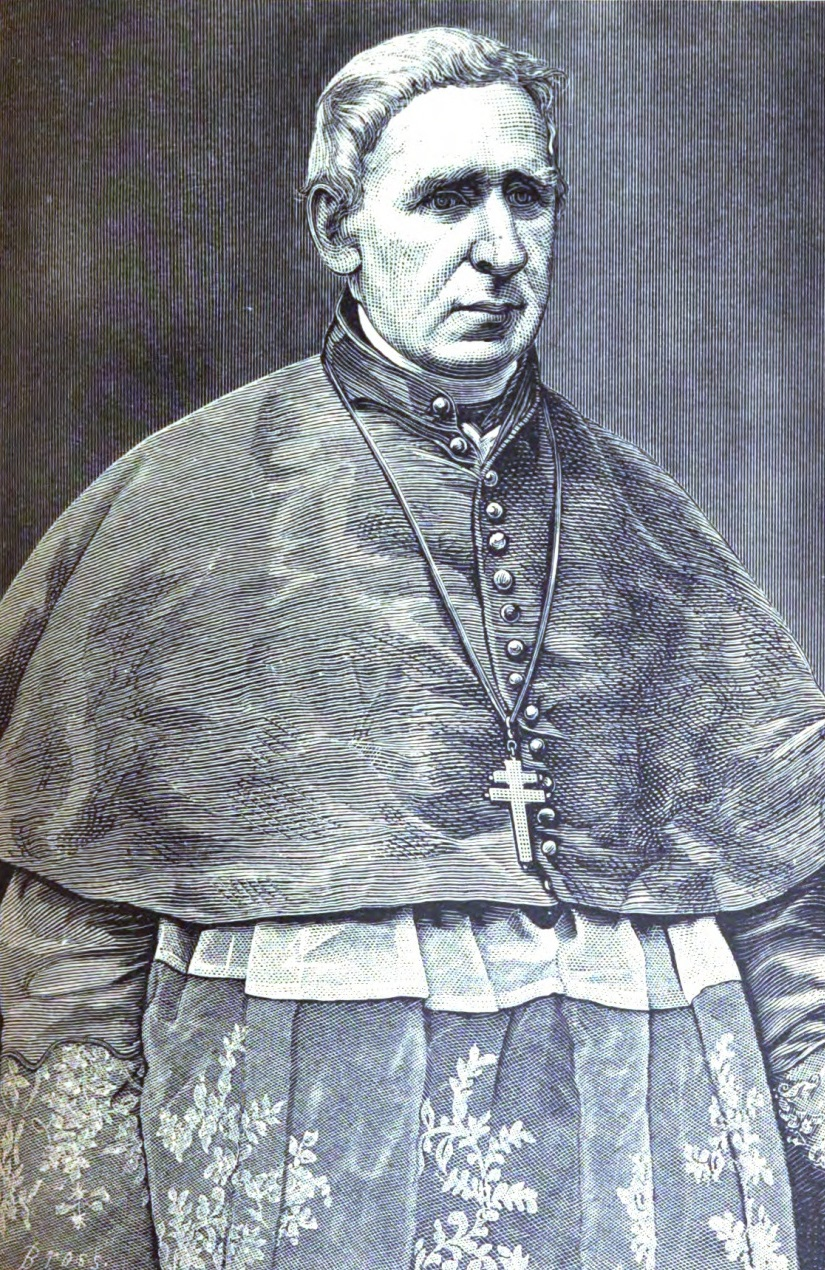
Arzobispo católico John MacHale

La Iglesia Católica se opuso a Nangle y Achill Mission Colony desde el principio. En la primera escuela dominical, se informa que un católico devoto se paró cerca de la puerta con una vara amenazando con golpear a cada uno de los niños asistentes. Además, según informes, uno de los lectores de las Escrituras fue agredido por dos hombres, arrojado al suelo y rasgado la ropa. Nangle fue advertido de un plan secreto para atacar la colonia, matar a los que vivían allí, quemar los edificios y poner fin a la Misión Achill. No se produjo ningún ataque, pero se cree que los preparativos realizados disuadieron a los agresores.
En el verano de 1835, John MacHale hizo su primera visita a Achill como arzobispo católico de Tuam. Seguido por una multitud que sostenía pancartas con las palabras "Abajo los esquemas", el arzobispo encabezó una procesión de trece sacerdotes. Una sucesión de sacerdotes se dirigió a la multitud y denunció a la colonia, pronunciando una maldición sobre todos los que se atrevieron a asociarse con el asentamiento protestante cercano.
En 1835, después de que la Misión abriera escuelas en Dugort, Cashel, Keel y Slievemore, el párroco local respondió abriendo tres escuelas en competencia. Nangle tuvo una queja inmediata contra el maestro de la escuela nacional de Dugort porque, según los informes, "con un cuchillo en la mano amenazó con tomar la cabeza de uno de los niños que asistían a una escuela bajo el patrocinio [de la misión]".
En 1836, John MacHale volvió a visitar Achill. Esta vez, hablando a una gran multitud al aire libre, dijo: 'Les pido que hagan una promesa solemne este día de no tener nada que ver con la gente de la Misión Achill. . . No hay lugar fuera del infierno que enfurezca más al Todopoderoso que la colonia protestante. . . No me ensuciaré la boca con los nombres de algunas de las personas que envían a sus hijos a la escuela de la colonia. Espero que dejen de hacerlo '. En 1837, McHale hizo otra visita, esta vez agitando a la población contra lo que llamó "estos fanáticos venenosos" refiriéndose a los involucrados con la colonia de la misión Achill. Poco después de su visita, un maestro de escuela y lector de escrituras de Mission Colony fue golpeado en la isla Clare y se vio obligado a refugiarse en un faro antes de que pudieran escapar de la isla en un barco de guardacostas.
El 2 de enero de 1839, Francis Reynolds, un oficial de la guardia costera que fue denunciado por su nombre en los servicios católicos en varios domingos sucesivos, murió como resultado de un golpe en la cabeza en una casa en Keel. John y Bridget Lavelle fueron absueltos de su asesinato en un juicio en Castlebar en la primavera de 1839. Los dos testigos principales en el caso del asesinato de Reynolds fueron instruidos en su testimonio por un sacerdote católico local que fue agresivo con la Misión. Nangle acusó a la Corona de celebrar un juicio "simulado" y, como consecuencia directa de estos y otros incidentes, se construyó un nuevo tribunal en Achill Sound.
Un desarrollo significativo ocurrió en 1851 cuando la Misión Achill compró una cantidad considerable de tierra del Tribunal de Fincas Encumbrados y se convirtió en el propietario más grande de la isla Achill. Poco después, Edward Nangle fue trasladado a la parroquia de Skreen, condado de Sligo.
En 1851, MacHale decidió comprar 1.200 acres de tierra insular a Sir Richard O'Donnell. Poco después, se sentaron las bases para un monasterio franciscano, una escuela para los niños locales, una casa glebe para dos sacerdotes y una granja modelo para proporcionar educación en los sistemas agrícolas modernos. En palabras del propio MacHale, planeaba contrarrestar "a los traviesos especuladores que, hace más de veinte años, compraron una granja en Achill y se plantaron allí para impulsar un lucrativo comercio de la credulidad inglesa". En el proceso de construcción del nuevo complejo del monasterio, los trabajadores del arzobispo MacHale fueron acusados de robar piedras de la tierra de Nangle. El miércoles 7 de octubre del mismo año, la policía detuvo a un hombre acusado de robo en relación con un montón de piedras. Después de que los trabajadores continuaron robando piedras de la tierra de Nangle, se inició un proceso judicial. Pero Daniel Cruise, el juez, desestimó el caso judicial alegando que "ambas partes tenían la misma culpa".

## Escrutinio público
En el verano de 1842, Samuel y Anna Hall visitaron la misión Achill. La visita formaba parte de una gira por Irlanda en la que la pareja se había embarcado con el objetivo de producir una guía turística de Irlanda titulada Irlanda: su paisaje y su carácter . Al llegar a la Colonia, realizaron un breve resumen de la misión, teniendo en cuenta las finanzas gastadas y los resultados prácticos. Sin embargo, no estaban "enamorados" del enfoque estricto de Nangle hacia los estudiantes que ingresaban a la escuela, la misión y el orfanato.
Aunque estuvieron en la Colonia menos de dos horas el 22 de junio de 1842, los Hall calificaron a la Misión de "un completo fracaso" y atacaron a Nangle, etiquetándolo como un hombre sin ningún sentido genuino de celo cristiano amable y pacífico. En una carta personal a Nangle, Samuel Hall escribió: 'Tenga la seguridad, señor, de que la religión es lo suficientemente fuerte como para superar sus miserables intentos de degradarla, que el cristianismo no puede estar manchado permanentemente por la vulgaridad, la ignorancia y el fanatismo de los que usted es representante. He cumplido con mi deber.
En respuesta a la visita de los Hall, Edward Nangle destacó el hecho significativo de que la visita solo había durado menos de dos horas: "¡En verdad, señor, la rapidez con la que puede requerir experiencia arroja a la sombra las maravillas de la prensa de vapor!" En cuanto a las referencias de los Hall al costo de las actividades de la Misión, Nangle respondió: 'como si la salvación de las almas inmortales por las que Cristo murió, no fuera un objeto digno para el gasto de una suma menor de las riquezas del mundo de lo que a menudo se desperdicia sin una reprimenda, sobre las locuras y vanidades de este mundo que perece'.

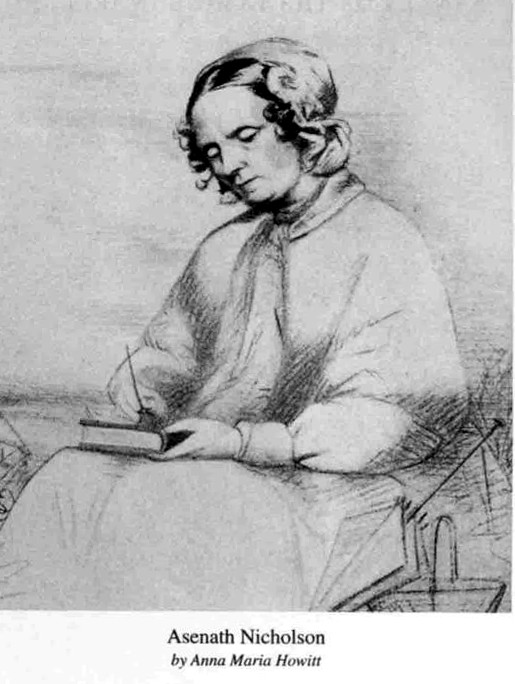
Asenath Nicholson

El informe de Halls sobre la Misión, junto con el registro de una visita similar realizada por Asenath Nicholson, un autor estadounidense, llamó la atención no deseada sobre los gastos e ingresos de Achill Mission Colony y planteó preguntas sobre los beneficios de la organización. Los Hall redactaron otro informe de la Misión en 1849, hacia el final de la Gran Hambruna, esta vez con un enfoque más benigno. Rindieron homenaje al trabajo del personal de la misión durante los meses de crisis de la hambruna, diciendo que eran "infatigables en sus esfuerzos por recaudar fondos" y "distribuidos sin escatimar gastos a aquellos que de otro modo habrían perecido". En 1853, los Hall estaban tratando de evitar ser atraídos a comentar sobre la isla y aconsejaron a los visitantes que tomaran su propio juicio. Para entonces, Nangle había dejado Achill, y las acusaciones anteriores seguían rodeando la colonia de la misión Achill.

## Últimos años
En 1852, Nangle dejó Achill después de 18 años trabajando en la isla y se mudó al condado de Sligo, donde se convirtió en rector de Skreen. Poco después se casó, por segunda vez, con Sarah Fetherstonhaugh.
Desde principios de la década de 1860, Edward Nangle comenzó una batalla legal con Joseph Napier, uno de los fideicomisarios del comité de la misión Achill. El caso comenzó como un desacuerdo menor sobre la elección de los miembros del comité, pero se convirtió en un caso judicial importante que se prolongó durante años, agotando los recursos del patrimonio de Achill.
Edward Nangle regresó brevemente a Achill en 1879 escribiendo "Como ya he cumplido 80 años y estoy muy enfermo, no puedo trabajar para nuestra querida gente en Achill como lo hice durante más de 40 años de mi vida". En 1881 se trasladó a Dublín y falleció el domingo 9 de septiembre de 1883, a la edad de 84 años. Murió en su casa 23, Morehampton Road, Dublín con su segunda esposa, Sarah, a su lado. Nangle está enterrado en el cementerio Deansgrange, Monkstown, en Dublín. 
Inmediatamente después de la muerte de Nangle, fueron evidentes las opiniones opuestas de los miembros de la comunidad protestante en Irlanda. La Gaceta Eclesiástica Irlandesa, un órgano de la Iglesia de Irlanda, etiquetó a Nangle como "un evangélico de la vieja escuela" y al mismo tiempo emitió un juicio sobre el Achill Herald que profesaba que era "extrañamente deficiente en la enseñanza de la Iglesia". La crítica negativa de la Gazette continuó en otro artículo que revisaba la biografía de Nangle: 'Todos tienen su propia idea del heroísmo y practican el culto al héroe a su manera. Somos libres de confesar que el difunto reverendo Edward Nangle no fue un héroe en nuestra opinión. . '
En contraste, el Defensor de la Iglesia que se había fusionado con el Achill Herald declaró que 'pocos clérigos de la Iglesia de Irlanda eran más conocidos o más valorados en su época, ya que él era un hombre de mucho poder intelectual, un claro expositor de las escrituras sólidas y un escritor poderoso'.